# Денисов Володимир Геннадійович
Володимир Геннадійович Денисов (нар. 22 травня 1947) — радянський фехтувальник на рапірах, срібний (1972 рік) призер Олімпійських ігор, дворазовий чемпіон світу.

## Виступи на Олімпіадах
| Олімпіада   | Дисципліна           | Місце |
| ----------- | -------------------- | ----- |
| Мюнхен 1972 | індивідуальна рапіра | 5     |
| Мюнхен 1972 | командна рапіра      | 2     |
| Мюнхен 1976 | індивідуальна рапіра | 7     |
| Мюнхен 1976 | командна рапіра      | 4     |